# Instituto Llorente
El Instituto de Microbiología de Madrid, más conocido por su nombre posterior de Instituto Llorente, fue un laboratorio fundado en 1894 en España.

## Historia

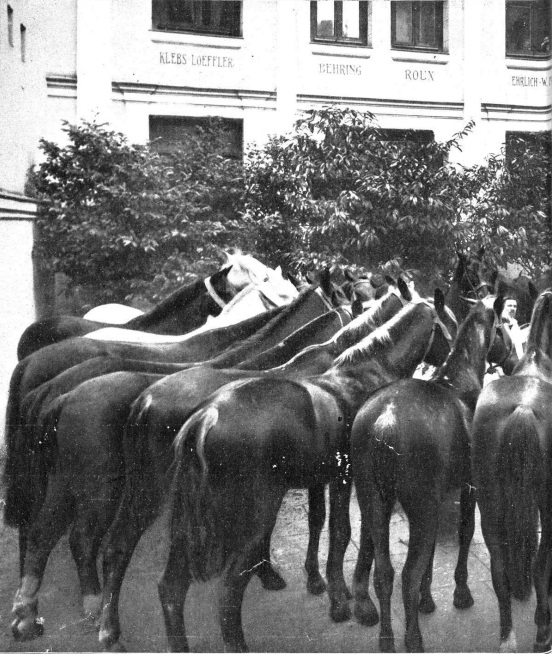
Caballos propiedad del instituto empleados para la obtención de sueros, en particular de antidiftéricos (fot. Campúa, 1919).

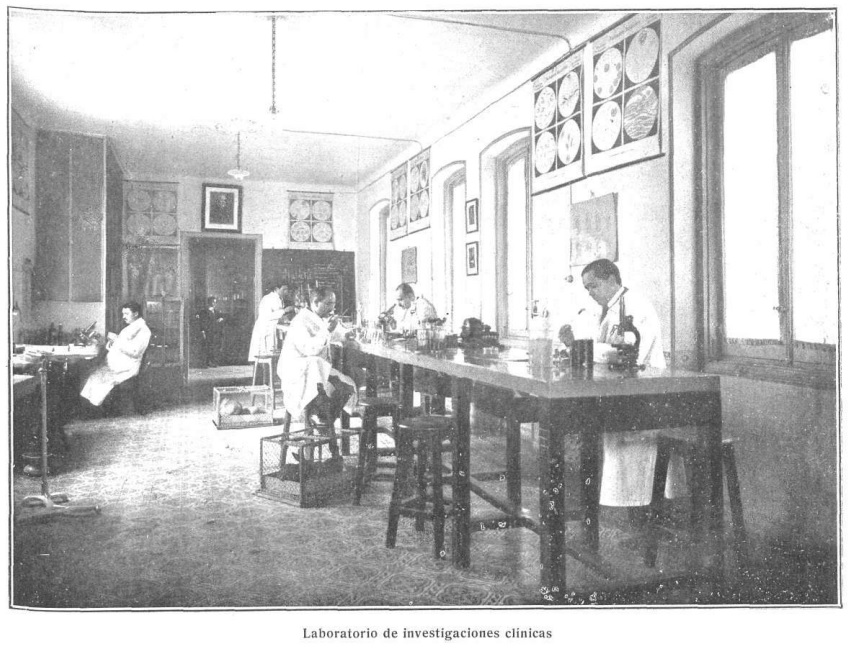
Laboratorio de investigaciones clínicas, Instituto Llorente (fot. Campúa, 1919).

Fue fundado por Vicente Llorente y Matos en 1894. En 1916, tras la muerte de Llorente, su primer director, fue renombrado como Instituto Llorente.
Su primera sede estaba instalada en el número 6 de la calle de Rosales, actual paseo del Pintor Rosales. En 1997 fue desahuciado por orden judicial del edificio junto a la carretera de El Pardo (Madrid) que albergaba sus dependencias desde 1930, que pasó a pertenecer a Patrimonio Nacional. Quebrado en 1997, la pérdida formal de la condición de laboratorio se produjo en 2010. La parcela ocupa una superficie de 34 000 metros cuadrados y se encuentra en el kilómetro 24,900 de la M-30, muy cerca de la desviación hacia la carretera de El Pardo.